# 藤井裕久
藤井 裕久（ふじい ひろひさ、1932年〈昭和7年〉6月24日 - 2022年7月10日）は、日本の政治家、元大蔵官僚。
参議院議員（2期）、衆議院議員（7期）。大蔵大臣（第98・99代）、財務大臣（第12代）、内閣官房副長官、内閣総理大臣補佐官、自由党幹事長兼政策調査会長、民主党幹事長、民主党代表代行、民主党最高顧問を歴任。位階は正三位。勲等は旭日大綬章。

## 生涯

### 生い立ち
東京府東京市本郷区生まれ。父は広島県深安郡千田村出身で東京大学医学部卒業の内科医。藤井は次男。
戦時中は本郷弓町に在住しておりドーリットル空襲を「目撃」している。
東京女子高等師範学校附属国民学校（現：お茶の水女子大学附属小学校）、東京高等師範学校附属中学校・高等学校（現：筑波大学附属中学校・高等学校）を経て、東京大学法学部公法学科を卒業。東京高師附属中・高時代は野球部に所属。チームは戦後すぐの1946年（昭和21年）に東京都大会を勝ち上がり全国中等学校野球大会（甲子園大会）に出場し、準決勝で敗退した際に土を持ち帰ったことがその後の伝統の嚆矢となったが、当時旧制中学3年で特別科学学級に在籍していた藤井はベンチ入りできなかった。

### 官僚として
東京大学卒業後、大蔵省（現財務省）に入省。振り出しは大臣官房文書課。入省同期に、平澤貞昭、行天豊雄、水野勝、吉居時哉、佐藤光夫などがいる。田中角栄政権で内閣官房長官を務めた田中側近の二階堂進と田中派の中堅として頭角を表し始めていた竹下登両長官の秘書官を務める。この田中角栄の側近中の側近と、田中派の中堅として頭角を表し始めていた二人の知遇を得たことが政治家に転身する一つの契機となった。1976年（昭和51年）6月18日、大蔵省主計局主計官を最終役職として退官。

### 政治家として
1977年（昭和52年）の参院選で全国区から自由民主党公認で立候補し当選。1983年（昭和58年）の参院選では比例区で再選を果たすが、2期目の任期半ばの1986年（昭和61年）に衆院選への鞍替え出馬のため辞職。ところが旧神奈川3区から自由民主党公認で出馬したこの衆院選では前職元職の厚い支持層を切り崩せず次点に泣く。3年半の浪人生活ののち挑んだ次の1990年（平成2年）の衆院選で雪辱を果たし、衆議院議員に転じる。
1993年（平成5年）自由民主党を離党して新生党結成に参加。細川内閣で大蔵大臣に就任。続く羽田孜内閣でも再任された。蔵相として景気悪化による税収減により赤字国債を1989年（平成元年）以来4年ぶりに発行した。その後新進党を経て自由党で幹事長に就任。この時代は「うちの党首（小沢）もそう申しております」が口癖で、NHK『日曜討論』などで自党の主義主張を繰り広げた。
自由党が民主党と合流（民由合併）した後は、岡田克也代表の下で幹事長を務めた。この時代には、選挙区調整などで自由党出身者を優遇しない藤井の手法に対して、山岡賢次ら他の小沢側近と激論を交わす場面もあった。後に代表代行を務めた。

### 引退表明と国政復帰
2005年（平成17年）の衆院選では神奈川14区で自由民主党の新人に破れ、重複立候補していた比例南関東ブロックでも民主党の次々点で落選した。このときすでに73歳になっていた藤井は高齢を理由に政界引退を表明。その報告をするため小沢事務所を訪ねた際、小沢に「もう一緒に歩むことはできなくなりました」と述べると、小沢は涙ぐんだという。しかしその後、民主党南関東ブロック選出の永田寿康と長浜博行がそれぞれ不祥事の引責と参院選への鞍替え出馬で次々に辞職・失職した結果、次々点だった藤井が繰り上げ当選となり思いがけず国政に復帰した。
2007年（平成19年）8月、党最高顧問に就任。9月から党税制調査会長も兼務。民主党政権誕生への最後の奉公として講演や地方行脚など、選挙応援のために積極的に活動した。
早くから次の総選挙への不出馬を表明、2009年（平成21年）の衆院選では元秘書で神奈川県議会議員の本村賢太郎に神奈川14区の地盤を譲るが、鳩山由紀夫代表から「一緒に政治を変えてください」と頼み込まれ、公示直前に引退を撤回し南関東ブロックから単独立候補した。民主党の名簿35位という通常ならばまず当選圏外だったが、民主党がこの選挙で地滑り的圧勝をしたためまたもや当選してしまった。
同年11月、衆議院議員在職25年を迎え、衆議院より院議をもって表彰された。
2009年（平成21年）9月16日、鳩山由紀夫内閣の財務大臣に就任した。なお大蔵大臣、財務大臣をいずれも務めたのは、省庁再編の際の大蔵大臣であり初代財務大臣である宮澤喜一を除けば、歴代の大臣では藤井のみである。しかし、同年12月28日、予算編成などによる疲労で検査入院。同月30日の臨時閣議には出席したが、同日午前と夜に開かれた日本航空の再建を巡る関係閣僚会議を欠席するなどの体調不良を理由に、2010年（平成22年）1月6日に辞任。後任の財務大臣は、菅直人副総理が兼務することとなった。
藤井は大臣辞職後、しばらくは休養に専念した後に政治活動を再開した。
2011年（平成23年）1月14日、菅直人に「役人を良くご存知なのはあなただから」と請われる形で、菅直人第2次改造内閣で内閣官房副長官に就任した。しかし3月17日には官房副長官を退任し、内閣総理大臣補佐官（社会保障・税一体改革及び省庁間調整担当）に就任した。同年9月の野田佳彦内閣の発足に伴い内閣総理大臣補佐官を退任。民主党最高顧問と新設した民主党税制調査会長に就任した。

### 引退
次の総選挙には出馬せず2012年（平成24年）12月をもって政界から引退した。引退の理由として80歳の高齢であることを挙げた。
民主党が民進党に改まっても引き続き党近現代史調査会の座長を務めた。
民進党の分裂後の2018年（平成30年）2月には、民進党出身者などによる超党派の市民会議「自由民権会議＠神奈川（民権かながわ）」を江田憲司らとともに設立し、会長に就任した。
2022年7月10日、東京都内の自宅で死去した。90歳没。日本政府は藤井の多年に亘る業績を多として没後に正三位に叙した。

## 人物
- 東京大学野球部ではレギュラー捕手を務めた。元日本高等学校野球連盟会長の脇村春夫は[58]東京大学野球部のチームメイト[59]。同じ東京六大学、慶應義塾大学の投手で、後にプロ野球の読売巨人軍入りした藤田元司から、試合でヒットを打ったこともある。自自連立時代は、始球式の練習をする小渕恵三首相とキャッチボールをし、捕手役を務めた。
- 2005年（平成17年）9月に落選し議員ではなくなった後も、「時事放談」（TBS）に幾度となく出演していた[42]（元議員が同番組に出ることは珍しくはない）。
- 小沢一郎とは、新生党結党から活動を共にしてきた間柄[60]。2009年（平成21年）3月4日に小沢の公設第一秘書が西松建設事件で逮捕された件で、小沢は違法性を否定した上で国策捜査だとして検察批判を行い、藤井もこの小沢の態度を「まったく正しい。説明責任を果たし、非常によかった」と評価した。その後、4月5日のTV番組で小沢の代表続投に苦言を呈し[61]、これに反発した小沢が藤井の財務相起用に難色を示すようになる[62][63]。藤井は、大蔵省で鳩山由紀夫代表の父鳩山威一郎の部下だった縁もあって、由紀夫から要請され出馬[45]し、当選後財務相に就任した[48]が2010年（平成22年）1月に辞任。この理由について、マニフェストに沿って暫定税率廃止を訴えてきたことに対し、維持を提案した小沢との確執や、それを受け入れた鳩山への失望が辞任につながったとの見方が出ている[45]が、藤井は就任前から高齢のため、短期間で辞任する意向だったと否定している[50]。
- 好物は日本酒と蕎麦[4]。好きな銘柄は「ワンカップ大関」[64][65][66]。選挙区に帰る電車の中で、乗り合わせた乗客に「一杯やるか？」と勧めたという逸話もある。
- 長女は舞踊家の花崎杜季女。

## 発言

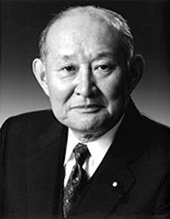
内閣広報室より公表された肖像

- 2009年（平成21年）7月7日、政権交代後の、政権公約（マニフェスト）の実行にかかる予算16.8兆円の財源について、元大蔵大臣の見識として、「財源にはそこまで触れなくていい。どうにかなるし、どうにもならなかったら、ごめんなさいと言えばいいじゃないか」と楽観論を展開[67]。
- 2009年（平成21年）9月13日放送のテレビ朝日系報道番組「サンデープロジェクト」にて、（予算が足りなくなったら）国債増刷も有り得るという趣旨の発言をしている。
- 大蔵官僚だったことから、官僚に批判的な民主党内でも官僚に対して比較的理解があり、「役人は叩いては駄目、使いこなさなくては」が持論。2009年（平成21年）の総選挙を前にした7月、民主党の政策の一つであった財務省からの主計局分離論を撤回させた[68]。
- 2009年（平成21年）9月、予算編成の主導権をめぐり「予算編成権は財務省にある」と発言し、2010年度（平成22年度）予算の基本方針も財務省が策定する意向を示した[69]。
- 2009年（平成21年）9月、1ドル89円台となった為替について、乱高下していないことを理由に介入には反対との見解を示した。また協調介入でなければ外為市場は動かないとし、「ほかの国が協調介入するとは考えられない」と述べた。輸出への影響については、「マイナスかもしれないが日本経済全体でみれば物価は下がる。そういうことを総合的に見なければいけない」と述べた[70]。また、日本政府が円高を容認しているとの見方を否定した[71]。藤井の発言は円高・株価下落を招いた一因として、投資家から批判された[72]。
- 2009年（平成21年）10月、イスタンブールでの同行記者に対する会見において、「内需主導の経済運営が果たして景気刺激策として機能するのか」との質問に対して、「内需拡大をばら撒きだという人がいますが、あれは実に経済政策をわかってない人です。内需というものを中心にして、経済を運営していくということは、これはマクロ経済そのものです。子ども手当てはばら撒きだと一部に言う人がいますが、そういう人こそマクロ経済の意味をわかっていないのではないかと私は思います。それから特に子ども手当てというのは、次の世代の少子高齢化対策の非常に大きな柱になると思うのです。そういう意味で、私は内需中心の経済運営という我々の考えについて外国も、なんら批判的な意見は出ないし、むしろ積極的に評価していたと認識をいたしております」と答えた[73]。公明党の機関紙公明新聞によれば、藤井は麻生太郎内閣が内需刺激策として実施した定額給付金については、NHKの討論番組にて「失業した人、あした失業するような人は、もらったらポケットにしまうのが常識だ。消費に回るはずがない」と批判したという[74]。
- 2010年（平成22年）8月、日銀の物価目標設定について、「インフレの危険性があり、お年寄りを直撃し、サラリーマンにも相当影響がある」と発言した[20]。
- 2011年（平成23年）2月7日、都内で開かれた講演会で、民主党が過半数を占めていない参院について、「問責（決議案）などというのは話にならない。（衆院の）カーボン・コピーならいらない。今のままならいらない」と述べ、見直しを求めた[75]。2月9日、この発言について野党側から抗議を受け謝罪した[76]。
- 2012年（平成23年）3月14日、都内で開かれた講演会で、経済状況や消費税引き上げの時機について、「今はデフレではない」、「消費税上げは低成長・マイナス成長の方がやりやすい」などの認識を示した[43]。

## 経歴

### 学歴
- 1939年（昭和14年）3月 - 東京女子高等師範学校附属幼稚園（現在のお茶の水女子大学附属幼稚園）卒園[77]。
- 1945年（昭和20年）3月 - 東京女子高等師範学校附属国民学校（現在のお茶の水女子大学附属小学校）卒業[78]。
- 1948年（昭和23年）3月 - 東京高等師範学校附属中学校（現在の筑波大学附属中学校）卒業（特別科学学級在籍）[29]。
- 1951年（昭和26年）3月 - 東京教育大学附属高等学校（現在の筑波大学附属高等学校）卒業[79]。
- 1955年（昭和30年）3月 - 東京大学法学部公法学科卒業[80]。

### 官歴
- 1954年（昭和29年）10月 - 国家公務員試験6級職（法律）合格[81]。
- 1955年（昭和30年）4月 - 大蔵省入省[35]、大臣官房文書課[36]。
- 1957年（昭和32年）5月 - 関東財務局管財部物納財産課[35]。
- 1958年（昭和33年）9月 - 関東財務局総務部総務課[35]。
- 1958年（昭和33年）9月 - 内閣官房内閣審議官室[82]。
- 1960年（昭和35年） - 管財局総務課[83]。
- 1960年（昭和35年）11月 - 大臣官房地方課地方財政係長[84][35]。
- 1962年（昭和37年）7月 - 藤沢税務署長[85]。
- 1963年（昭和38年）7月 - 国税庁直税部所得税課課長補佐[86]。
- 1965年（昭和40年）7月 - 主計局主計官補佐（外務係主査）[87]。
- 1967年（昭和42年）8月 - 主計局主計官補佐（通商産業係主査）[87]。
- 1969年（昭和44年）8月 - 主計局主計官補佐（厚生第一、二係主査）[88][87]。
- 1971年（昭和46年）7月 - 竹下登内閣官房長官秘書官[89]。
- 1972年（昭和47年）7月 - 二階堂進内閣官房長官秘書官[90]。
- 1974年（昭和49年）8月17日 - 主計局主計官（総理府、司法、警察担当）[91]。
- 1975年（昭和50年）7月17日 - 主計局主計官（地方財政、大蔵、補助金担当）[91]。
- 1981年（昭和56年）5月19日 - 大蔵政務次官[1]。
- 1993年（平成5年）8月9日 - 大蔵大臣[2]。
- 1994年（平成6年）4月28日 - 大蔵大臣（再任）[8]。
- 2009年（平成21年）9月16日 - 財務大臣[16]。
- 2011年（平成23年）1月14日 - 内閣官房副長官[21]。

### 政歴
- 1977年（昭和52年） - 第11回参議院通常選挙（全国区・自由民主党公認）当選[3]。
- 1983年（昭和58年） - 第13回参議院通常選挙（比例区・自由民主党公認）2期目当選[1]。
- 1986年（昭和61年） - 第38回衆議院総選挙（旧神奈川3区・自由民主党公認）次点落選[12]。
- 1990年（平成2年） - 第39回衆議院総選挙（旧神奈川3区・自由民主党公認）当選[12]。
- 1993年（平成5年）
  - 自由民主党離党、新生党結成に参加[5]。
  - 第40回衆議院総選挙（旧神奈川3区・新生党公認）再選[12]。
  - 細川護熙内閣の大蔵大臣に就任[8]。
- 1994年（平成6年）
  - 羽田孜内閣で大蔵大臣に再任[8]。
  - 12月10日 - 新生党解散、新進党結成に参加[92]。
- 1996年（平成8年） - 第41回衆議院総選挙（神奈川14区・新進党公認）3選[12]。
- 1997年（平成9年） - 新進党分党（12月31日）。
- 1998年（平成10年）
  - 自由党結成（1月6日）[93]。
- 1999年（平成11年）
  - 幹事長兼政策調査会長就任[3]。
- 2000年（平成12年） - 第42回衆議院総選挙（神奈川14区・自由党公認）4選[12]。
- 2003年（平成15年）
  - 自由党解散、民主党合流[94]。
  - 第43回衆議院総選挙（神奈川14区・民主党公認）5選[95]。
- 2004年（平成16年）
  - 党幹事長就任[23]。
  - 党代表代行就任[24]。
- 2005年（平成17年）
  - 第44回衆議院総選挙（神奈川14区・民主党公認）落選[41]。
- 2007年（平成19年）
  - 前回総選挙では比例南関東ブロック名簿順で次々点となったが、その後同ブロックで当選した民主党の衆議院議員2名が次々に辞職・失職したため繰上当選[96]、6選[12]。
  - 党最高顧問就任[25]。
- 2009年（平成21年）
  - 第45回衆議院総選挙（比例南関東ブロック・民主党公認）7選[97]。
  - 鳩山由紀夫内閣財務大臣に就任[8]。
- 2010年（平成22年） - 財務大臣を退任[51]。
- 2011年（平成23年）
  - 菅直人第2次改造内閣の内閣官房副長官に就任[21]。
  - 内閣官房副長官を退任、同内閣の内閣総理大臣補佐官（社会保障・税一体改革及び省庁間調整担当）に就任[22]。
  - 党最高顧問、党税制調査会長就任[16]。

## 栄典
- 2013年（平成25年） - 旭日大綬章受章（4月29日）[98]。
- 2022年（令和4年） - 正三位追叙（7月10日付）[26]

## 政治資金

### 資金管理団体への寄付問題
自由党幹事長時代、自由党と民主党の合併3日前の2003年（平成15年）9月23日に、自由党の政治団体「改革国民会議」に対して5億6096万円を寄付したことは、政党助成金の返還義務を逃れるためではないか、また大和銀行から自由党への10億円の借入を返済した事実が政治資金収支報告書に記載されていないという2点を、自由民主党の松岡利勝から指摘された。しかし、政党助成金はその使途について規制されておらず、また後者についても事実であれば実質的な寄付であり政治資金規正法違反の疑いは残るが、総務省は実質的な調査権を有さないことから、いずれもそれ以上の追及はなされなかった。

### 組織対策費問題
自由党時代の1999年（平成11年）から2003年（平成15年）にかけて、「組織対策費（議員名の領収書があれば使途の説明を求められない支出）」として31億円が藤井宛に支出されていたことが判明した。名義借りの疑いが浮上している。

## 所属していた団体・議員連盟
- 健全なネットワークビジネスを育てる議員連盟（会長）
- 在日韓国人をはじめとする永住外国人住民の法的地位向上を推進する議員連盟
- 日本会議国会議員懇談会
- 日華議員懇談会
- 協同出資・協同経営で働く協同組合を考える議員連盟（顧問）
- ハンセン病問題の最終解決を進める国会議員懇談会（会長）
- 民主党ワイン産業振興議員連盟（名誉顧問）
- 民主党税理士制度推進議員連盟（会長）
- 憲法調査推進議員連盟
- 特定非営利活動法人日本・ロシア協会（理事）

## 関連人物
- 田中義一 - 実兄・藤井達朗の岳父[100]。
- 山添利作 - 岳父[101]。
- 森永貞一郎 - 仲人[101]。
- 吉田庄一郎 - 幼稚園、中学校、特別科学学級、高等学校および大学の同窓同級生で親友[59][101][102]。
- 西村正雄 - 国民学校および大学の同窓同級生で親友[59]。
- 竹田晃 - 中学校、高等学校および大学の野球部でチームメイト[58]。
- 脇村春夫 - 大学の野球部でチームメイト[58]。
- 平澤貞昭 - 大蔵省同期入省[36]。
- 古橋源六郎 - 大蔵省同期入省[36]。
- 行天豊雄 - 大蔵省同期入省[82]。
- 鳩山威一郎 - 国税庁直税部所得税課課長補佐の際は直税部長[86]、主計局主計官補佐の際は主計局長と直属の上司[103]。藤井は鳩山に担ぎ出され参院選に出馬した[16]。
- 本村賢太郎、長友克洋 - 各・秘書、後継者

## 関連書籍
- 藤井裕久「後進国援助の現状と問題点」『大蔵省広報』第4巻第7号、大蔵財務協会、東京、1968年10月、43-49頁、doi:10.11501/2798379、ISSN 04486072、全国書誌番号:00020518。
- 『現代の映像「大蔵省主計局」』（テレビ番組）日本放送協会、東京、1971年1月8日。非専門家向けの内容要旨。
- 藤井裕久「昭和51年度予算の焦点：地方財政」『大蔵省広報』第11巻第12号、大蔵財務協会、東京、1976年3月、14-17頁、doi:10.11501/2798468、ISSN 04486072、全国書誌番号:00020518。
- 藤井裕久「情報産業は日本経済の活力の中核」『情報化研究』第32号、情報産業研究会、東京、1981年1月、14-15頁、doi:10.11501/3211264、ISSN 03860566、全国書誌番号:00030435。
- 藤井裕久「財政再建の成否は世論のバックアップ如何に係る」『産業新潮』第30巻第12号、産業新潮社、東京、1981年11月、36-39頁、doi:10.11501/2704694、全国書誌番号:00009482。
- 藤井裕久「万一の補償から生活の安定へ」『インシュアランス』第3419号、保険研究所、東京、1990年6月、6頁、doi:10.11501/2635902、ISSN 09104526、全国書誌番号:00001758。
- 藤井裕久「年頭所感」『大蔵省広報』第29巻第10号、大蔵財務協会、東京、1994年1月、2-3頁、doi:10.11501/2798683、ISSN 04486072、全国書誌番号:00020518。
- 藤井裕久「活力ある経済社会を実現する財政政策」『産業新潮』第43巻第2号、産業新潮社、東京、1994年2月、50-51頁、doi:10.11501/2704840、全国書誌番号:00009482。
- 藤井裕久，高野盛久，梶川浩伸「消費税の福祉目的化に問題はないのか」『Clinic bamboo』第212号、日本医療企画、東京、1999年2月、50-53頁、doi:10.11501/3476512、ISSN 09128662、全国書誌番号:00051188。
- 藤井裕久，反町勝夫「租税改革、そして「日本一新」」『法律文化』第12巻第5号、東京リーガルマインド、東京、2000年9月、8-13頁、doi:10.11501/2886678、全国書誌番号:00093761。
- 藤井裕久「すべからく未来から現在を俯瞰せよ」『国会ニュース』第64巻第7号、国会政経ニュース社、東京、2004年8月、16-19頁、全国書誌番号:00041304。
- 坂野潤治、三谷太一郎 著、日本の近現代史調査会 編『歴史をつくるもの』 上、藤井裕久、仙谷由人、中央公論新社、東京、2006年12月1日。ISBN 4120037959。全国書誌番号:21186486。
- 五百旗頭真、伊藤正直、瀧井一博、小倉和夫 著、日本の近現代史調査会 編『歴史をつくるもの』 下、藤井裕久、仙谷由人、中央公論新社、東京、2006年12月1日。ISBN 4120037967。全国書誌番号:21186488。
- 藤井裕久「財務局発足60周年記念特集に当たって」（PDF）『ファイナンス』第529号、財務省、東京、2009年12月、3頁、ISSN 04486072、全国書誌番号:00020518、 オリジナルの2011年5月23日時点におけるアーカイブ、2020年12月27日閲覧。
- 神奈川新聞報道部 編『政権交代の夏』神奈川新聞社、神奈川、2010年6月1日。ISBN 9784876454594。全国書誌番号:21798761。
- 藤井裕久「必要な税制は強く要望し、誤った税制は正すことを要請する」『税理』第55巻第2号、ぎょうせい、東京、2012年2月、2-5頁、ISSN 05142512、全国書誌番号:00013328。
- 藤井裕久、早野透、筒井清忠『劇場型デモクラシーの超克』中央公論新社、東京、2013年6月24日。ISBN 9784120045103。全国書誌番号:22286303。
- 藤井裕久「アベノミクスは悪性インフレを招く」『月刊日本』第17巻第7号、ケイアンドケイプレス、東京、2013年7月、43-46頁、全国書誌番号:00108173。
- 藤井裕久「裏切られた三党増税合意」『月刊日本』第17巻第11号、ケイアンドケイプレス、東京、2013年11月、34-37頁、全国書誌番号:00108173。
- 藤井裕久 著、菊池正史 編『政治改革の熱狂と崩壊』KADOKAWA、東京〈角川oneテーマ21〉、2014年8月12日。ISBN 9784041016480。全国書誌番号:22462950。
- 末次省三「藤井裕久元財務相の置き土産 「政治家は調子のいい夢ばかり語るな」」『エコノミスト』第92巻第48号、毎日新聞社、東京、2014年11月11日、66-67頁、ISSN 00130621、全国書誌番号:00002195。
- 藤井裕久『消費増税の真実』朝日新聞出版、東京、2015年2月6日。ISBN 9784023313767。全国書誌番号:22539245。
- 藤井裕久「官僚は忖度だけでは動かない」『月刊日本』第22巻第1号、ケイアンドケイプレス、東京、2018年1月、16-19頁、全国書誌番号:00108173。
- 藤井裕久「突然の「国民福祉税」構想 細川新内閣が大荒れに」『週刊東洋経済』第6784号、東洋経済新報社、東京、2018年4月7日、100頁、ISSN 09185755、全国書誌番号:00010869。
- 藤井裕久「「壊し屋」小沢一郎氏は政策通の側面もあった」『週刊東洋経済』第6785号、東洋経済新報社、東京、2018年4月14日、98頁、ISSN 09185755、全国書誌番号:00010869。
- 藤井裕久「鳩山首相に請われ財務相に 「政治に素人」の短命政権」『週刊東洋経済』第6788号、東洋経済新報社、東京、2018年4月21日、98頁、ISSN 09185755、全国書誌番号:00010869。
- 藤井裕久「「君は歴史に残るんだ」 野田首相の増税案を支える」『週刊東洋経済』第6789号、東洋経済新報社、東京、2018年4月28日、126頁、ISSN 09185755、全国書誌番号:00010869。
- 藤井裕久「官僚を政局に巻き込むな」『月刊日本』第22巻第5号、ケイアンドケイプレス、東京、2018年5月、22-25頁、全国書誌番号:00108173。
- 藤井裕久「官邸をガードした佐川前局長の証人喚問」『マスコミ市民』第592号、マスコミ市民フォーラム、東京、2018年5月、7-15頁、全国書誌番号:00022524。
- 藤井裕久「アベノミクスを推進した学者の大罪」『月刊日本』第22巻第8号、ケイアンドケイプレス、東京、2018年8月、50-53頁、全国書誌番号:00108173。
- 藤井裕久「政治を正すのは国民の力だ」『月刊日本』第22巻第9号、ケイアンドケイプレス、東京、2018年9月、28-30頁、全国書誌番号:00108173。